# Potulina
Potulina – struga, lewobrzeżny dopływ Regi o długości 8,11 km.
Struga płynie w woj. zachodniopomorskim, w gminie Płoty. Jej źródła znajdują się w okolicy wsi Potuliniec. Początkowo płynie na północ, następnie przed wsią Sowno skręca na wschód w kierunku miasta Płoty, gdzie wpada do Regi.
Nazwa Potulina funkcjonuje od 1955 roku, gdy została urzędowo zmieniona z poprzedniej niemieckiej nazwy Buttlin Bach, którą struga miała nazwę przed II wojną światową.